# 真夜中のヒーロー (郷ひろみの曲)
「真夜中のヒーロー」（まよなかのヒーロー）は、 1977年2月1日に発売された郷ひろみ20作目のシングル。

## 収録曲
全曲　作詞:小谷夏／作曲・編曲:筒美京平
1. 真夜中のヒーロー（3分59秒）
2. 蝶の恋唄（4分11秒）